# Żalęcino
Żalęcino (niem. Sallentin) – wieś w Polsce położona w województwie zachodniopomorskim, w powiecie stargardzkim, w gminie Dolice, położona 8 km na północny zachód od Dolic (siedziby gminy) i 15 km na południowy wschód od Stargardu (siedziby powiatu).
W latach 1975–1998 miejscowość administracyjnie należała do województwa szczecińskiego.
Jedna z najstarszych miejscowości w okolicy, wzmiankowana przed rokiem 1187 a następnie w 1229 r., kiedy była w posiadaniu joannitów. Późnogotycki kościół zbudowano z kamienia w I poł. XVI w., zrujnowany został podczas działań wojennych w 1945 r., odbudowany w latach 1984-86. Po pałacu pozostał park krajobrazowy o powierzchni 7,7 ha z pocz. XIX w., z alejami dębowymi oraz kamieniami, na których wyryto daty posadzenia drzew. Wieś posiada typową zabudowę folwarczną z XIX wieku.